# 안악 김씨
안악 김씨(安岳 金氏)는 황해남도 안악군을 본관으로 하는 한국의 성씨이다.

## 역사
시조(始祖) 김영(金塋)은 대보공(大輔公) 김알지(金閼智)의 후예로, 조선개국공신(朝鮮開國功臣) 계림군(鷄林君) 김균(金稛)의 증손 김승경(金升卿)의 둘째 아들이다.
문헌(文獻)에 의하면 그는 단종조(端宗朝)에서 사옹원 직장(司饔院直長)을 지내다가 단종이 영월(寧越)로 유배될 때 따라갔으며, 강화로 유배되기도 했다고 한다. 1464년(세조 9) 풀려나 성종조(成宗朝)에서 복권되어 안악군(安岳君)에 봉해졌다. 그리하여 후손들이 그를 시조로 삼고 안악(安岳)을 본관으로 삼아 세계를 이어오고 있다.

## 본관
안악(安岳)은 황해도에 위치하는 지역으로 고구려 때에는 양악군이라 했고 신라  때에는 장구진에 속하였다. 고려 초에 안악으로 개칭되어 1018年(顯宗9) 풍주에 편입 되었다가 1106年(睿宗1) 감무를 두었다. 1348년(충목왕 4)에 군으로 승격하였다. 조선시대에 들어와서 1589년(선조 22)에 현으로 강등 되었다가, 1608년(선조 41)에 다시 군으로 승격 되었다. 현재는 북한의 행정구역상 황해남도 안악군이다.

## 인물

### 무과 합격자
김내성(金鼐聲) 김덕삼(金德三) 김덕창(金德昌) 김만동(金萬東) 김운채(金運彩) 김응운(金應雲) 김중실(金重實) 김지필(金之弼) 김취덕(金就德) 김태준(金泰俊) 

### 생원· 진사 합격자
김여일(金麗鎰) 김인오(金磷五) 김종륜(金宗倫) 김익렴(金益濂) 

## 인구
대한민국 통계청 인구조사에 따르면 안악 김씨는 1985년에는 총 288가구 1,654명이, 2000년에는 총 404가구 1,314명이 있는 것으로 조사되었다.